# Robert Kastenmeier
Robert William Kastenmeier, född 24 januari 1924 i Beaver Dam i Wisconsin, död 20 mars 2015 i Arlington i Virginia, var en amerikansk demokratisk politiker. Han var ledamot av USA:s representanthus 1959–1991.
Kastenmeier studerade först vid Carleton College och avlade sedan 1952 juristexamen vid University of Wisconsin–Madison.
Kastenmeier efterträdde 1959 Donald Edgar Tewes som kongressledamot och efterträddes 1991 av Scott L. Klug. Han var en tidig kritiker av Vietnamkriget.